# Dorell Wright
Dorell Lawrence Wright (* 2. Dezember 1985 in Los Angeles, Kalifornien) ist ein US-amerikanischer Basketballspieler.

## Spielerkarriere
Direkt von der High School kommend meldete sich Dorell Wright ohne Collegejahr für den NBA Draft 2004 an. Dort wurde er von den Miami Heat in der ersten Runde an 19. Stelle ausgewählt. Seine Anfangszeit in der NBA gestaltete sich schwierig. In seiner ersten Saison kam er in nur drei Spielen auf bescheidene 27 Minuten Gesamtspielzeit. Seine Situation verbesserte sich in der zweiten Saison nur wenig. In den Playoffs, in denen die Miami Heat den Titel holten, wurde er nicht eingesetzt. In der Saison 2006/07 bekam er zum ersten Mal mehr Spielzeit. In 66 Spielen lief er für durchschnittlich 19,6 Minuten auf und erzielte dabei 6 Punkte bei 4,1 Rebounds pro Spiel. In der folgenden Saison konnte er seine Statistiken mit 7,9 Punkten bei 5 Rebounds weiter verbessern, bis er durch einen Meniskusriss Anfang März den Rest der Saison verpasste und aufgrund der Verletzung auch in der nächsten Spielzeit nur zu sechs Kurzeinsätzen kam. In seiner letzten Saison für Miami konnte er mit durchschnittlich 7,1 Punkten in 72 Spielen wieder an die Leistungen vor seiner Verletzung anknüpfen. Im Zuge der Umstellungen um LeBron James und Chris Bosh bei den Miami Heat wechselte Wright zur Saison 2010/11 als Free Agent zu den Golden State Warriors. Dort hatte er seine bis dahin mit Abstand beste Spielzeit. Er stand in allen 82 Spielen in der Startformation und war mit durchschnittlich 16,3 Punkten bei 5,3 Rebounds der drittbeste Schütze der Warriors. Mit 194 versenkten Dreipunktwürfen bei 516 Versuchen führte er die Statistiken in beiden Kategorien an. Wright belegte den dritten Platz bei der Wahl zum Most Improved Player.
Nach einer weiteren Saison bei den Warriors wurde Wright in der Sommerpause 2012 von den Warriors zu den Philadelphia 76ers transferiert. In den Trade waren neben den Warriors und den 76ers noch die New Orleans Hornets involviert, die Guard Jarrett Jack zu den Warriors schickten.
Nach einem Jahr bei den Sixers, folgte 2013 der Wechsel zu den Portland Trail Blazers. Wright schaffte es jedoch nicht zu überzeugen und fiel zunehmen aus der Rotation der Blazers. In der Saison 2014–15 erzielte er nur noch 4,6 Punkte im Schnitt. Nach der Saison wurde er von den Trail Blazers entlassen.
Für die Saison 2015–16 wechselte Wright in die chinesische Chinese Basketball Association und spielte für Beikong Fly Dragons. In China war er einer der Stars der Liga und erzielte 24,3 Punkte und 7,5 Rebounds in 37 Spielen.
Wright unterschrieb im April 2016 einen Vertrag bei den Heat. Er kam jedoch während der Saison nicht mehr zum Einsatz und wurde in den Playoffs eingesetzt. Sein Vertrag wurde danach nicht verlängert.
Anfang Oktober unterzeichnete Wright bei KK Igokea Aleksandrovac in Bosnien für die laufende Saison 2017/2018. Nach nur vier Spielen wechselte er zum 27. Oktober für den Rest der Saison zum amtierenden deutschen Meister und EuroLeague-Teilnehmer Brose Bamberg in die BBL. In Bamberg stellte er seine Treffsicherheit von jenseits der Drei-Punkte-Linie unter Beweis und unterstützte die Mannschaft als erfahrener Veteran. Trotz vorliegender Angebote von anderen Klubs aus der EuroLeague entschied sich Wright einen Einjahresvertrag beim russischen EuroCup-Teilnehmer Lokomotive Kuban Krasnodar zu unterzeichnen.

## Sonstiges
Wrights Bruder Delon wurde beim NBA-Draft 2015 an 20. Stelle von den Toronto Raptors ausgewählt.